# Villalmanzo (kommunhuvudort)
Villalmanzo är en kommunhuvudort i Spanien.   Den ligger i provinsen Provincia de Burgos och regionen Kastilien och Leon, i den centrala delen av landet, 180 km norr om huvudstaden Madrid. Villalmanzo ligger 856 meter över havet och antalet invånare är 464.
Terrängen runt Villalmanzo är huvudsakligen platt, men söderut är den kuperad. Runt Villalmanzo är det mycket glesbefolkat, med 4 invånare per kvadratkilometer. Närmaste större samhälle är Lerma, 2,9 km sydväst om Villalmanzo. Trakten runt Villalmanzo består till största delen av jordbruksmark.